# 水分置換療法
水分置換療法（aquapheresis、置換治療），旨在從一位患有高血容量症(hypervolemia/fluid overload)病徵的患者身體以安全地，可以預見地，並有效地移除多餘的鹽及水的一種保健醫療技術(Health technology)。
水分置換療法移除患者身體上多餘的鹽和水分，並幫助患者恢復的適當的液體平衡(fluid balance/流體平衡)、此即所謂的〈等量體液維持法(euvolemia)〉。

## 用途
水分置換療法用於治療一種名為"液體超負荷(流體過載)"和"高血容量症(Hypervolemia)"病徵的療法。液體超負荷可以由許多原因，包括心臟衰竭、肝硬化，高血壓和某些腎病變等疾病所引起的。液體超負荷也可以產生於某些外科手術後的預後情況。充血性心臟衰竭是液體超負荷的最常見原因。

## 運行機制
- 通過一個特殊的過濾器、使用外週或中央靜脈導管(Catheter)抽出患者含有過量鹽和水的血液。使用一種超滤的形式，該過濾器從血液中分離過量的鹽和水。而這些流體(過量的鹽和水)被收集在一個袋子裡以便之後進行處理，接著將血液再輸送回至患者。
- 抗凝血治療常與水分置換療法一起使用於防止血液在超濾過濾器上凝固。
- 血液不到一分鐘的時間流到體外、且血液流出的總量為33毫升（2.5湯匙）。因此，這是一種體外治療。
- 最多每小時可除去過量的流體500毫升(1品脫)。平均去除率為每小時250毫升（1/2品脫）。
- 水分置換療法由三個基本部分組成：一座控制台（具有兩個泵浦）、血液過濾電路，以及靜脈導管。

## 參閱
- 液體平衡(Fluid balance)
- 利尿劑
- 血液分離置換療法(Apheresis)
- 心臟衰竭
- 高血容量症(Hypervolemia/液體超負荷/Fluid overload)
- 腎超濾作用(Ultrafiltration (renal))
- 超滤

## 外部連結
- The UNLOAD Study: Ultrafiltration Versus Intravenous Diuretics for Patients Hospitalized for Acute Decompensated Heart Failure. http://www.unloadstudy.com（页面存档备份，存于）
- Google Search on Aquapheresis: http://www.google.com/search?hl=en&q=aquapheresis